# Поведа, Бруно
Бруно Родриго Поведа Себальос (исп. Bruno Rodrigo Poveda Zeballos; 22 октября 2003 года, Санта-Крус-де-ла-Сьерра) — боливийский футболист, вратарь клуба «Хорхе Вильстерманн».

## Клубная карьера
Воспитанник клуба «Хорхе Вильстерманн». Дебютировал 7 декабря 2021 года в матче против «Реал Томаяпо», заменив на 87-й минуте Даниэля Санди. Впервые в стартовом составе вышел 29 апреля 2022 года на игру группового этапа Южноамериканского кубка с «Сан-Паулу», пропустив три гола. В чемпионате впервые в старте вышел 28 февраля 2023 года в матче против «Вака Диес», пропустив два мяча. Первый «сухой» матч провёл 7 августа против «Олвейс Реди». В январе 2023 года продлил контракт с клубом. В том же году с «Хорхе Вильстерманн» дошёл до финала первого в истории Кубка профессионального дивизиона, где проиграл в двухматчевой серии «Боливару»; попал в заявку на ответный матч.

## Карьера в сборной
За молодёжную сборную дебютировал 13 декабря 2022 года в товарищеском матче против сборной Венесуэлы, пропустив два мяча. 17 января 2023 года был включён в заявку сборной на молодёжный чемпионат Южной Америки в Колумбии. На турнире дебютировал в первой игре группы, отстояв матч на ноль. По итогам группового этапа боливийцы заняли последнее место и не вышли в плей-офф.
За олимпийскую сборную дебютировал на предолимпийском турнире 26 января 2024 года в матче против сборной Эквадора, пропустив два гола. Следующий матч, против сборной Венесуэлы, отстоял на ноль; венесуэльцы стали единственной командой турнира, которая не смогла забить ни одного мяча.
Первый вызов в первую сборную получил 10 марта 2023 года. Впервые в заявку попал 18 июня на товарищеский матч против сборной Эквадора.